# Radio Sonder Grense
Radio Sonder Grense (RSG) es decir, Radio sin Fronteras, es un servicio de radio en afrikáans de la South African Broadcasting Corporation con cobertura en toda Sudáfrica. Dado que el afrikáans es uno de los 11 idiomas oficiales de Sudáfrica, el SABC debe llevar un servicio en afrikáans tanto en radio como en televisión. RSG es la parte de radio de este servicio en afrikáans. RSG transmite principalmente en FM aunque también transmite en onda corta.
RSG se lanzó como el servicio "B" de SABC en 1937, un año después de la creación de la Corporación y su servicio "A" (en inglés) en 1936. Fue conocido como el "Afrikaanse Diens van die SAUK" (Servicio Afrikáans del SABC) durante muchos años hasta que la Corporación reestructuró su cartera de radio completa en 1986 y se conoció como "Radio Suid-Afrika". A principios de la década de 1990, cambió su nombre a "Afrikaans Stereo" y luego adoptó "Radio Sonder Grense" como nombre después de la reestructuración de la SABC de 1996.